# Iavora, Turka
Iavora (în ucraineană Явора) este localitatea de reședință a comunei Iavora din raionul Turka, regiunea Liov, Ucraina.

## Demografie
Componența lingvistică a localității Iavora
     Ucraineană (99,62%)
     Alte limbi (0,38%)
Conform recensământului din 2001, majoritatea populației localității Iavora era vorbitoare de ucraineană (99,62%), existând în minoritate și vorbitori de alte limbi.